# RBK-250
Der RBK-250 (russisch Разовая бомбовая кассета, Einweg-Bombenkassette) ist eine in der Sowjetunion entwickelte Streubombe. Von Flugzeugen und Hubschraubern abgeworfen wird sie zur Bekämpfung von Flächenzielen eingesetzt.

## Entwicklung
Die RBK-250 wurde Anfang der 1970er-Jahre von SRPE Basalt in Moskau entwickelt. Die verbesserte Ausführung RBK-250-275 wurde in den späten 1980er-Jahren entwickelt. Die RBK-250-275 wurde im Jahr 1993 erstmals der Öffentlichkeit präsentiert. Der Vertrieb erfolgt durch Aviaexport und Rosoboronexport.

## Technik
Von der RBK-250 existieren zwei unterschiedliche Ausführungen: Die RBK-250 und die RBK-250-275. Die Ausführung RBK-250 wurde als erstes produziert. Sie hat eine flache Bombenspitze mit schlanken Stabilisierungsflügeln am Heck. Die später hergestellte Ausführung RBK-250-275 hat eine spitz zulaufende Bombenspitze sowie ein verlängertes Heckteil mit kleineren Stabilisierungsflügeln. Beide Ausführungen verfügen über einen zylinderförmigen Rumpf mit einem kreisrunden Querschnitt. Der Rumpf besteht aus einem Stahlrahmen mit einer Aluminiumhülle. Hinter der ogiven Spitze befindet sich der Zeitzünder. Es werden die Zünder ATK-EK und ATK-E bzw. TM-24A und TM-24B verwendet. Im Mittelbereich der Bombe befindet sich ein gelochtes Zentralrohr, in dem die pyrotechnische Ausstoßladung untergebracht ist. Angeordnet um das Zentralrohr befindet sich die Streumunition. Am Bombenheck befinden sich vier Stabilisierungsflügel, um die ein Boxwing angebracht ist. Die Bombe verfügt über 250 mm Bombenschlösser und kann so an die Außenlaststationen verschiedener russischer Flugzeuge montiert werden. Nach dem Abwurf der RBK-250 folgt diese einer ballistischen Kurve. Nach einer vorbestimmten Zeit wird die Bombenbeplankung weggesprengt. Durch die Zündung der Ausstoßladung sowie durch die Rotation der Bombe verteilt sich nun die Streumunition nach dem Gießkannenprinzip über die Zielfläche. In Abhängigkeit von Flughöhe und Fluggeschwindigkeit verteilt sich die Streumunition über ein größeres oder kleineres Gebiet. Die RBK-250 kann aus einer minimalen Flughöhe von 60 m sowie in einem Geschwindigkeitsbereich von 200 bis 1200 km/h abgeworfen werden.

## Varianten

### RBK-250 AO-1
Diese Ausführung ist mit 150 AO-1-Splitterbomblets beladen. Von diesen Bomblets existieren die Ausführung AO-1, AO-1M und AO-1MF. Im Aussehen ähneln die Bomblets einer Mörsergranate mit vier Stabilisierungsflügeln, um die ein Boxwing angebracht ist. Ein AO-1-Bomblet ist 15,6 cm lang, hat einen Durchmesser von 49 mm und wiegt 1,2 kg. Die Zündung erfolgt beim Aufschlag auf der Erdoberfläche. Das AO-1-Bomblet hat einen Splitterwirkungsradius von 7–10 m.
| Bombe        | Länge  | Durchmesser | Spannweite | Gewicht |
| RBK-250 AO-1 | 1,49 m | 325 mm      | 407 mm     | 196 kg  |

### RBK-250 ZAB-2,5

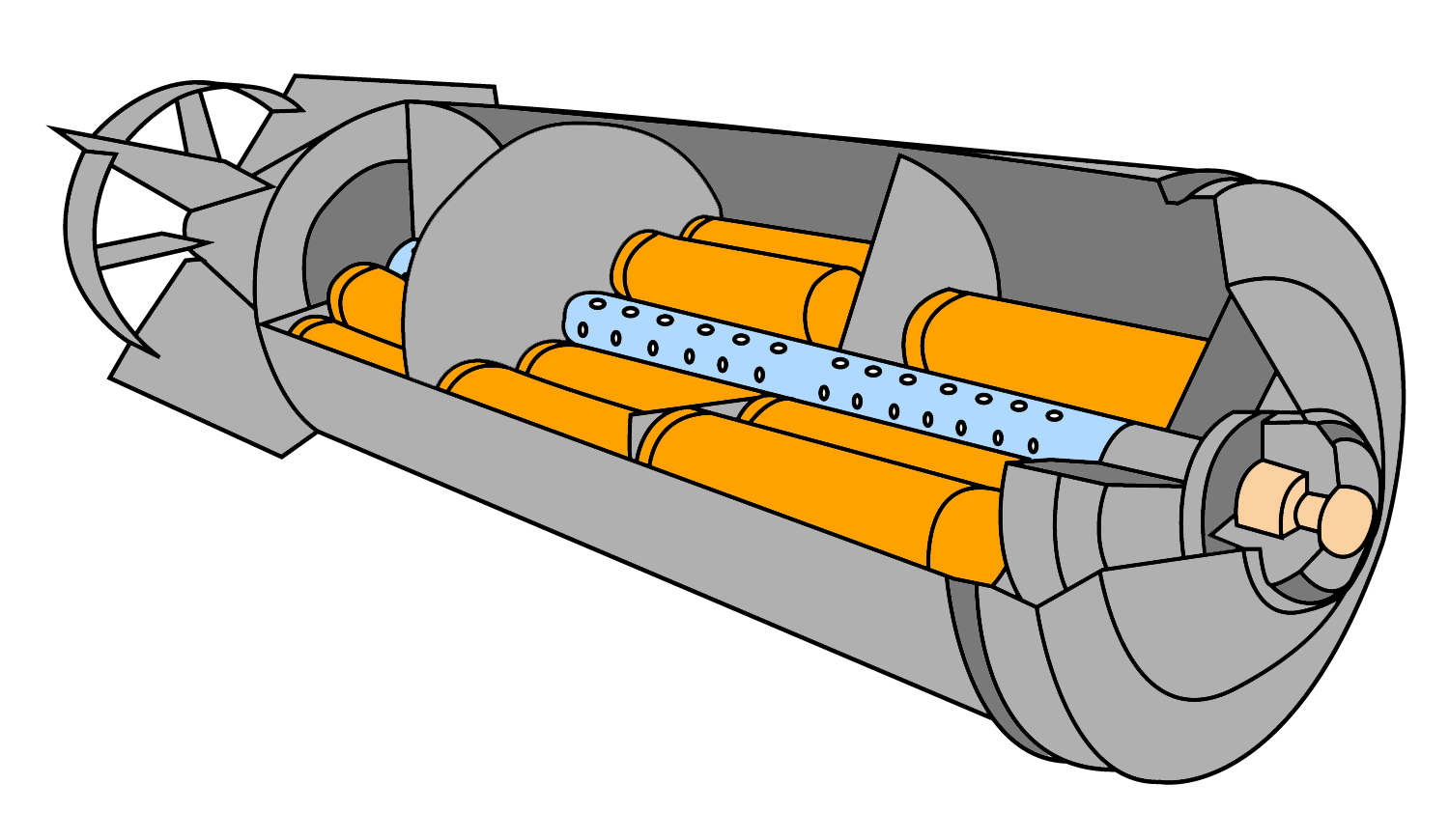
RBK-250 ZAB-2,5

Diese Ausführung ist mit 51 ZAB-2,5-Brandbomblets beladen. Die Bomblets haben eine zylinderförmige Rumpfgeometrie mit einer Länge von 24,4–24,9 cm, bei einem Durchmesser von 68 mm und einem Gewicht von 2,2–2,5 kg. Von diesen Bomblets existieren die Ausführungen ZAB-2,5, ZAB-2,5M und ZAB-2,5SM. Die ersten beiden Ausführungen besitzen eine Brandladung aus H-16/17-Thermit. Die Ausführung ZAB-2,5M verfügt über eine zusätzliche Sprengladung, welche mit einem Zeitzünder ausgelöst wird. Diese beiden Bomblets haben eine Brenndauer von 120–180 Sekunden. Die Ausführung ZAB-2,5SM hat eine Brandladung aus Thermit und OM-68-35-Napalm. Die Brenndauer beträgt 3–9 Minuten. Alle Bomblet-Ausführungen werden beim Ausstoß aus der Streubombe gezündet und fallen brennend auf die Erdoberfläche. Die Bomblets verteilen sich über eine Fläche von 3.900–28.400 m².
| Bombe           | Länge  | Durchmesser | Spannweite | Gewicht    |
| RBK-250 ZAB-2,5 | 1,49 m | 325 mm      | 407 mm     | 174–194 kg |

### RBK-250 PTAB-2,5
Diese Ausführung ist mit 30 PTAB-2,5-Hohlladungs-Bomblets beladen. Dieses Bomblet gleicht einer kleinen Fliegerbombe. Es ist zylinderförmig und hat vier längliche Stabilisierungsflügel am Heck. An der Bombletspitze befindet sich unter einer ballistischen Haube der ADTS-583-Aufschlagzünder. Ein PTAB-2,5-Bomblet ist 35,6 cm lang, hat einen Durchmesser von 60 mm und wiegt 2,5 kg. Die Hohlladung kann 120 mm Panzerstahl durchschlagen.
| Bombe            | Länge  | Durchmesser | Spannweite | Gewicht |
| RBK-250 PTAB-2,5 | 1,49 m | 325 mm      | 407 mm     | 171 kg  |

### RBK-250-275 AO-1STsch
Diese Ausführung ist mit 150 AO-1STsch-Splitterbomblets beladen. Das AO-1STsch-Bomblet gleicht einer kleinen Fliegerbombe, ist 18,8 cm lang, hat einen Durchmesser von 49 mm und wiegt 0,997 kg. Die Zündung erfolgt beim Aufschlag auf der Erdoberfläche. Das AO-1STsch-Bomblet hat einen Splitterwirkungsradius von 8–12 m.
| Bombe                 | Länge  | Durchmesser | Spannweite | Gewicht |
| RBK-250-275 AO-1STsch | 2,15 m | 325 mm      | 410 mm     | 265 kg  |

### RBK-250-275 PTAB-2,5M

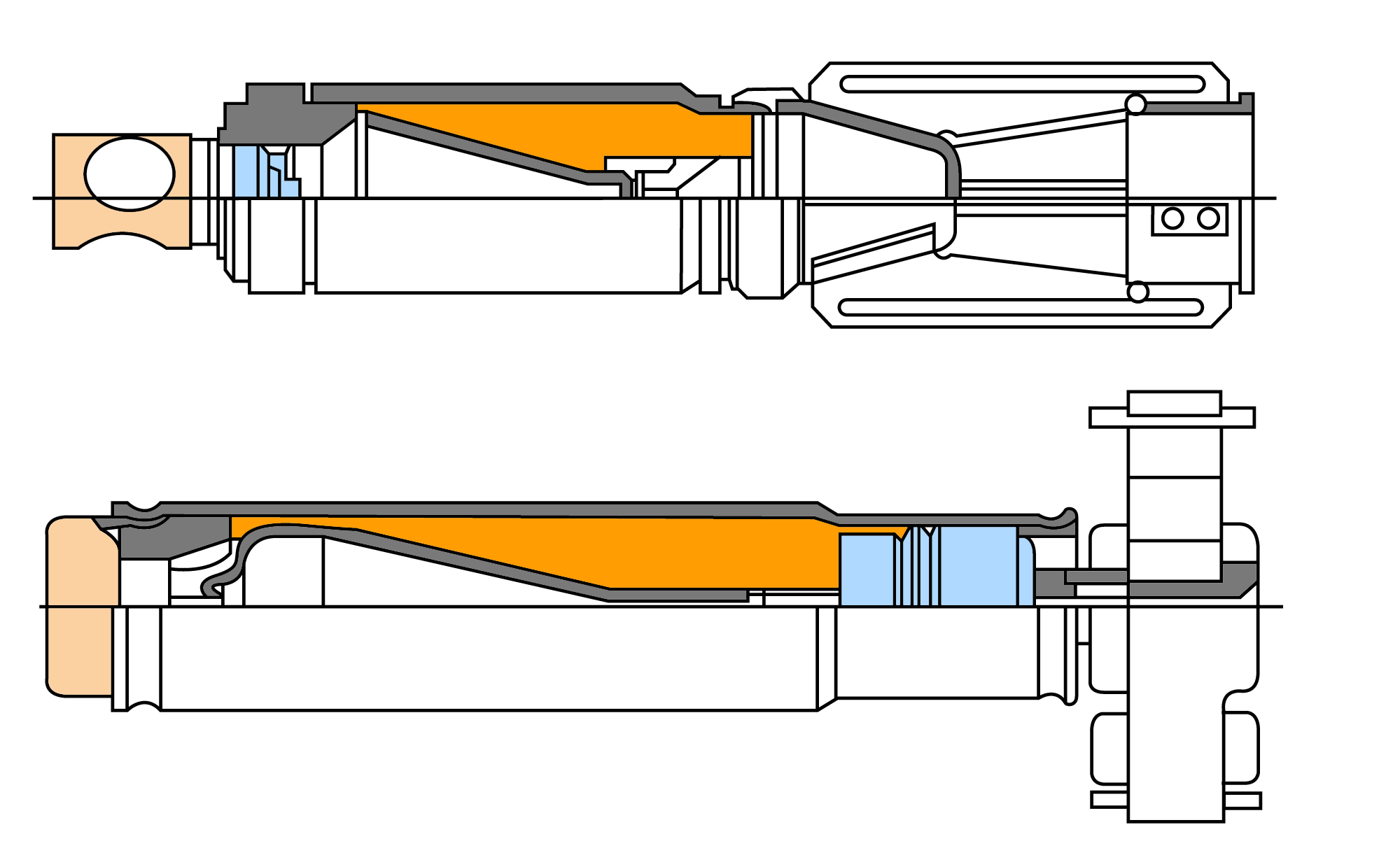
PTAB-2,5M (oben)

Diese Ausführung ist mit 42 PTAB-2,5-Hohlladungs-Bomblets beladen. Das PTAB-2,5M-Bomblet hat einen schlanken zylinderförmigen Rumpf an dessen Heck vier Stabilisierungsflügel, um die ein Boxwing angebracht ist. An der Bombletspitze ist der AWM-524M-Aufschlagzünder angebracht. Es existieren zwei Ausführungen von diesem Bomblet: ein kurzes und ein längeres. Die Bomblets sind 37,4–39,5 cm lang, haben einen Durchmesser von 68 mm und wiegen 2,5–2,8 kg. Die Hohlladung kann 200 mm Panzerstahl durchschlagen. Der um die Hohlladung angebrachte Splittermantel wirkt auf eine Distanz von 5–10 m.
| Bombe                 | Länge  | Durchmesser | Spannweite | Gewicht |
| RBK-250-275 PTAB-2,5M | 2,15 m | 325 mm      | 410 mm     | 247 kg  |

### RBK-250-275 AO-2,5RT

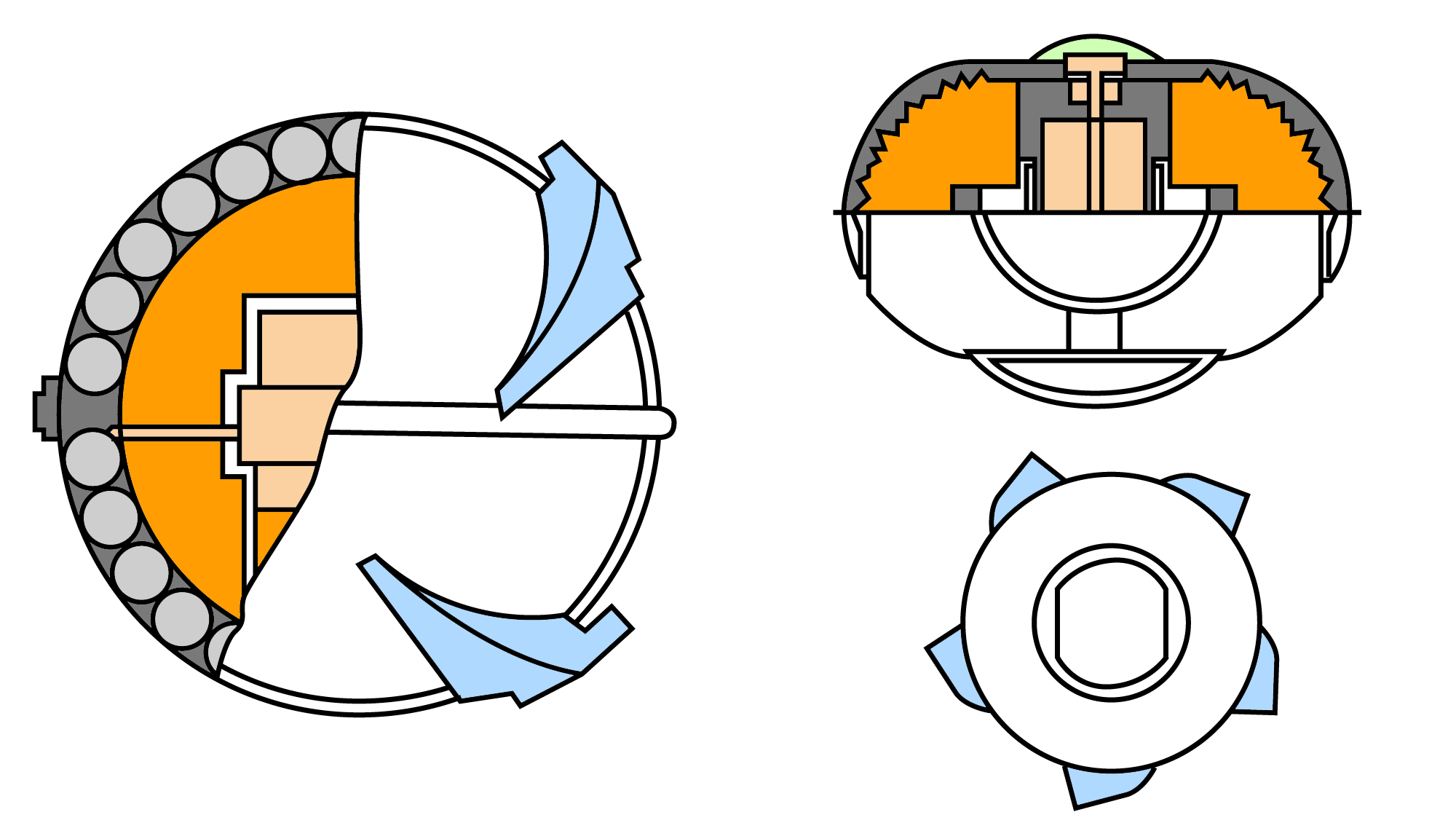
AO-2,5RT (rechts)

Diese Ausführung ist mit 60 AO-2,5RT-Splitterbomblets beladen. Das AO-2,5RT-Bomblet hat einen ovalen Rumpf und besteht aus drei Teilen: dem Mittelteil mit dem WP-P 84-Zünder und zwei halbkugelförmigen Wirkkörpern. Das Bomblet ist 18,3 cm lang, hat einen Durchmesser von 30 mm und wiegt 2,5 kg. Beim Aufprall auf dem Boden detoniert der Zünder im Mittelteil und schleudert die beiden Wirkkörper weg. Mit einer kurzen Verzögerung detonieren diese über dem Boden. Der Splitterwirkungsradius beträgt 20–30 m.
| Bombe                | Länge  | Durchmesser | Spannweite | Gewicht |
| RBK-250-275 AO-2,5RT | 2,15 m | 325 mm      | 410 mm     | 275 kg  |

### RBK-250A
Diese Ausführung ist mit Bomblets für chemische Kampfstoffe beladen. Es existieren die Ausführungen RBK-250A, RBK-250AD und RBK-250AM. Über die unterschiedlichen Bomblets ist nur wenig bekannt. Ein Bomblet mit der Bezeichnung AD-1 enthält rund 1 kg der Kampfstoffmischung HL (russische Bezeichnung RK-7), welche aus Schwefellost und Lewisit besteht. Mit der Vernichtung der russischen Chemiewaffenbestände wurden diese Bomben delaboriert.
| Bombe    | Länge  | Durchmesser | Spannweite | Gewicht |
| RBK-250A | 1,49 m | 325 mm      | 407 mm     | 171 kg  |

## Einsatz
Die RBK-250 kam erstmals während der sowjetischen Intervention in Afghanistan zum Einsatz. Danach kam die RBK-250 im Ersten Tschetschenienkrieg und im Zweiten Tschetschenienkrieg zum Einsatz. Weitere Einsätze erfolgten im Ersten Golfkrieg, während den Jugoslawienkriegen, im Afghanischen Bürgerkrieg, im Bürgerkrieg in Sri Lanka, im Bürgerkrieg in Libyen, im Bürgerkrieg in Syrien, Russischen Überfall auf die Ukraine 2022 sowie bei Konflikten auf dem afrikanischen Kontinent.

## Trägerflugzeuge
- Aero L-39 Albatros
- Jakowlew Jak-130 (NATO-Codename: Mitten)
- Mikojan-Gurewitsch MiG-21 (Fishbed)
- Mikojan-Gurewitsch MiG-23 (Flogger)
- Mikojan-Gurewitsch MiG-27 (Flogger-D)
- Mikojan-Gurewitsch MiG-29 (Fulcrum)
- Mikojan-Gurewitsch MiG-35 (Fulcrum-F)
- Soko J-22 Orao
- Suchoi Su-17 (Fitter)
- Suchoi Su-20 (Fitter)
- Suchoi Su-22 (Fitter)
- Suchoi Su-24 (Fencer)
- Suchoi Su-25 (Frogfoot)
- Suchoi Su-30 (Flanker-C)
- Suchoi Su-34 (Fullback)
- Suchoi Su-35 (Flanker-E)
- Tupolew Tu-22M (Backfire)
- Tupolew Tu-160 (Blackjack)
- Mil Mi-8 (Hip)
- Mil Mi-24 (Hind)
- Mil Mi-28 (Havoc)
- Kamow Ka-29 (Helix-B)
- Kamow Ka-52 Alligator (Hokum-B)